# محوطه گرخان قاسم
محوطه گرخان قاسم مربوط به دوره قاجار است و در شهرستان فارسان، بخش مرکزی، دهستان میزدج سفلی، روستای پردنجان واقع شده و این اثر در تاریخ ۲۷ اسفند ۱۳۸۷ با شمارهٔ ثبت ۲۶۵۵۷ به‌عنوان یکی از آثار ملی ایران به ثبت رسیده است.